# Erromango
Erromango est la plus grande île de la province Taféa, au sud du Vanuatu, en mer de Corail. En 2009, elle était peuplée de 1 959 habitants. Elle a une superficie de 888,1 km2 et son point culminant se trouve à 886 m d’altitude.

## Géographie
L'île est un ancien volcan sous-marin, qui a été surélevé d'au moins 100 mètres. Le centre se compose de deux volcans aériens, le Melkoum (758 m) et le 
Nompoum-Oumpan (802 m). Le nord abrite le cône strombolien du mont William, avec le point culminant du Santop (886 m). Au centre-est, le Rantop (837 m) est assez récent. La seule activité volcanique répertoriée est l'éruption en 1881 d'un volcan sous-marin au large du Rantop.

## Histoire
Le capitaine Cook aborde au début d'août 1774. Le premier contact aurait été bienveillant des deux côtés : armai n'go (Cette nourriture est bonne en langue sorung, d'où Erromango peut-être), mais se serait terminée par des coups de fusil, avec pour les Mélanésiens 4 morts et 2 blessés. Cook la surnomme alors Tête des traîtres (Traitors Head). Le nom vernaculaire serait Nelokompné (selon Atlas du Vanuatu : 85-86). Dans l'ensemble, les premiers contacts entre Européens et autochtones sont difficiles. Plusieurs navires à la recherche de bois de santal en 1829-1830 font état de l'hostilité de la population locale, qui ne tardent pas à rejeter les Tongiens envoyés sur l'île récupérer le précieux bois. De même, des Hawaïens venus avec la même intention sont accueillis avec la même animosité. C'est dans ce contexte que la première expédition missionnaire est entreprise par John Williams en 1839. En dépit des précédents peu engageants, il débarque sur l'île depuis le Camden, navire commandé par Robert Morgan, avec notamment Cunningham, le vice-consul de Sydney. Néanmoins, ils sont rapidement pris à partie et Williams est tué ainsi qu'un autre missionnaire, John Harris. Leurs corps sont emportés par les insulaires et l'événement fait l'objet d'un certain retentissement en Angleterre, en raison des succès grandissants de John Williams. L'île devient alors un enjeu important pour les missionnaires et plusieurs se succèdent. Au total, six sont tués, dont George Gordon avec sa femme et son fils, en 1861, accusé d'avoir tué deux enfants qu'il essayait de soigner contre la rougeole. En 1872, le frère de George Gordon, aussi missionnaire, James Douglas Gordon, y est assassiné dans les mêmes circonstances. Finalement, c'est le missionnaire canadien H.A. Robertson qui parvient à évangéliser les insulaires. Il en tire un ouvrage, Erromanga: the Martyr Isles en 1902.
Peter Dillon repère en 1825 les possibilités d'exploiter le bois de santal. L'épuisement des réserves est atteint dès 1865.
La population, estimée à 10 000 habitants vers 1800, atteint à peine 400 en 1913.

## Économie
Une seule route non goudronnée relie Navolou et Oupongkor. Les autres liaisons se font par pistes forestières, sentiers pédestres ou par hors-bord.
Les mouillages sont peu nombreux.
L'île dispose de deux aérodromes, Baie de Dillon et Ipota.
L'autosubsistance est assurée par les cultures vivrières (igname, manioc), un petit élevage, et la pêche. La culture du kava est prometteuse. Le crabe de cocotier et la langouste s'exportent.
L'écotourisme, particulièrement sportif, est prometteur.

## Culture
Les langues indigènes d’Erromango sont le sie et l’ura, ce dernier étant menacé d’extinction (150 locuteurs vers 2000), surtout depuis que les missionnaires ont traduit la Bible en sie.
Deux langues ont totalement disparu, le sorung et l'utaha, principalement à la suite de la dépopulation des années 1850-1900.
L'anglais et le bichlamar sont les deux grandes langues véhiculaires.

### Erromango dans la littérature
Erromango est le titre d'un roman de Pierre Benoit publié en 1929 et qui se déroule dans l'île.

## Personnalités liées à Erromango
- Juliette Pita